# Al Waleed Bin Talal
Al-Walid bin Talal bin Abdul Aziz Al Saud, (en árabe: الوليد بن طلال بن عبد العزيز آل سعود), también conocido como el príncipe Al Waleed, (Riad, 7 de marzo de 1955), es miembro de la Familia Real Saudí, así como emprendedor e inversionista internacional. Al Walid es hijo del príncipe Talal (hijo a la vez del rey fundador de Arabia Saudita, Abdul Aziz Al Saud) y de la princesa Mona Solh, hija de Riad Solh, primer primer ministro de Líbano y líder de la independencia del Líbano.

## Trayectoria
En 2006, su patrimonio neto se estimó en unos 30 000 millones de dólares, convirtiéndole en la decimotercera persona más rica en el mundo y el árabe más rico. Obtuvo su fortuna por medio de inversiones en propiedades y acciones. En ocasiones se le ha apodado con el sobrenombre de "El Warren Buffett árabe".
Al Walid es hijo del Príncipe Talal, (hijo a la vez del Rey fundador de Arabia Saudita, Abdul Aziz Al Saud) y de la Princesa Mona Solh, hija de Riad Solh, primer primer ministro de Líbano y líder de la independencia libanesa. Es primo hermano asimismo del Príncipe Moulay Hicham de Marruecos, cuya madre, Lamia, es hermana de Mona Solh.
Es propietario de hoteles de lujo en París y Nueva York: Four Seasons Hotels & Resorts, Hôtel George-V en París y the Savoy Hotel en Londres. También es accionista de Twitter, Apple o Citigroup a través de Kingdom Holding Co. que cotiza el 5% en la Bolsa de Valores de Arabia Saudita (figura como propietario del otro 95%).
El 4 de noviembre de 2017 fue puesto bajo arresto en el hotel Ritz-Carlton de Riad en una purga anticorrupción sin precedentes lanzada por el nuevo príncipe heredero Mohammed bin Salman que incluyó el arresto de 350 personalidades entre ellas 10 príncipes, 4 ministros y docenas de exministros y empresarios.
Fue liberado  el 26 de enero de 2018 tras alcanzar "un acuerdo financiero" con las autoridades. Pocas horas antes de su liberación el príncipe concedió una entrevista a la agencia Reuters en la que aseguró que "todo había sido un malentedido" que estaba aclarado y que no había cargos.

## Otros datos
- Es propietario de un Boeing 747.
- El 12 de noviembre de 2007, el príncipe Al-Walid Bin Talal se convirtió en el primer comprador privado de un Airbus A380. Pagó una suma aproximada a 215 millones de euros por el avión y otros 90 millones de libras más para adaptarlo a sus gustos extravagantes, como recubrir el avión de una capa de oro y darle una lujosa configuración de jet privado.[6] Así, el Airbus posee un total de doscientos kilos de oro distribuidos entre las diversas estatuas y adornos que se encuentran dentro del avión.
- Demandó a Forbes en 2013 por subestimar su fortuna.[7]
- Es accionista de 10 por ciento de Disneyland París.
- Fue señalado como financiador de Al Qaeda por Zacarias Moussaoui, la única persona condenada por EE. UU. tras los ataques a las Torres Gemelas del 11 de septiembre de 2001. Moussaoui fue encargado de hacer una base de datos con todos los financiadores de la organización.[8]
- En el año 2015 dona toda su fortuna a obras de caridad.[9]
- Es uno de los principales accionistas de Twitter.[10]

## Títulos y tratamientos
Esta tabla aún no está actualizada. Puedes contribuir aportando información sobre títulos y tratamientos de esta persona.